# Font Barona
La Font Barona és una font de la vila i antic terme de Figuerola d'Orcau, actualment pertanyent al municipi d'Isona i Conca Dellà. Les seves aigües alimenten lo Torrent, que és la capçalera de la Segla de les Bassades.
Està situada a 565 m d'altitud, a una mica més de 500 metres al nord-nord-est de Figuerola d'Orcau, al capdamunt de la partida anomenada les Fontbarones, a prop i a ponent de la Granja del General.